# Khoy
|  | Aquest article tracta sobre la ciutat de Khoy (Her). Vegeu-ne altres significats a « Her_(pel·lícula)». |

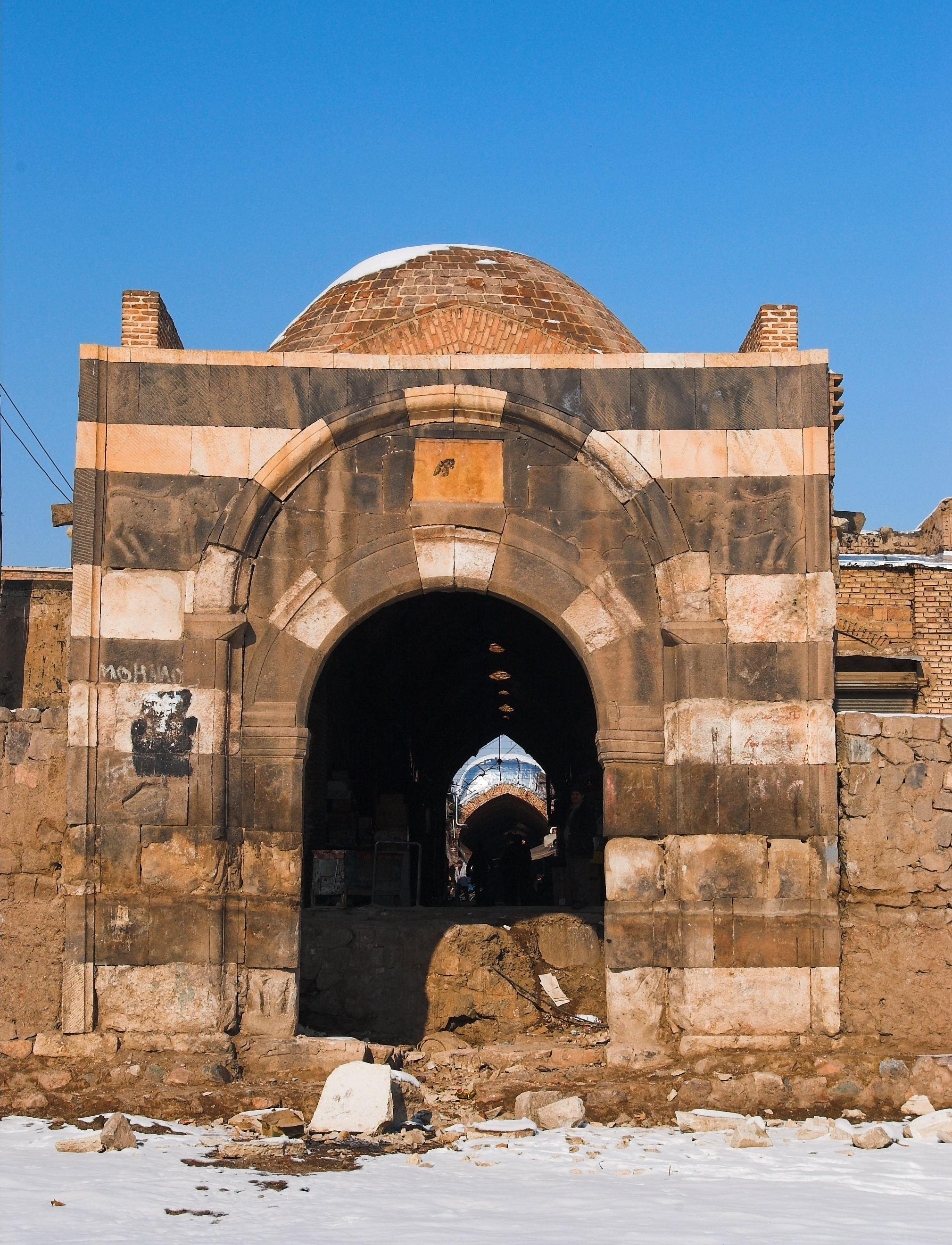
Darvazeh Sangi (Porta Rocosa) al Bazar de Khoy

Khoy (persa: خوی, àzeri: خوی; derivat del kurd khoi que vol dir "sal") (apareix també com a Khoi o Khoï, Khuy i Khvoy) és una ciutat de l'ustan o província de l'Azerbaidjan Occidental, a l'Iran, al nord de la capital provincial Urmia. És capital del sharistan o comtat de Khoy i centre d'una regió agrícola que produeix fruita i gra, i també s'hi obté fusta. És anomenada la Ciutat Girasol. Al cens del 2006 la població era de 178.708 habitants i estimada pel 2008 de 184.400 (la població el 1951 era de 49.000 habitants). La població és de majoria àzeri seguida dels perses i els kurds, i la religió és xiïta amb forta presència de sunnites. Es troba al mig de la plana anomenada Khoi Cukuri (Depressió de Khoi) i està rodejada de muntanyes (especialment els Harevil cap a la frontera turca amb altures de fins a 3600 metres) que la protegeixen del fred extrem i gaudeix d'un clima relativament suau a l'hivern en comparació a Tabriz, el que no evita una temperatura que pot baixar fins a 14 sota zero. A l'estiu fa molta calor pels vents càlids del sud.
Els monuments principals de la ciutat són la tomba de Shams Tabrizi, els antics castells de Bastam i Bolourabad, el vell pont de Khatoon, l'antiga porta de la ciutat i l'antic basar.

## Història

### Antiguitat

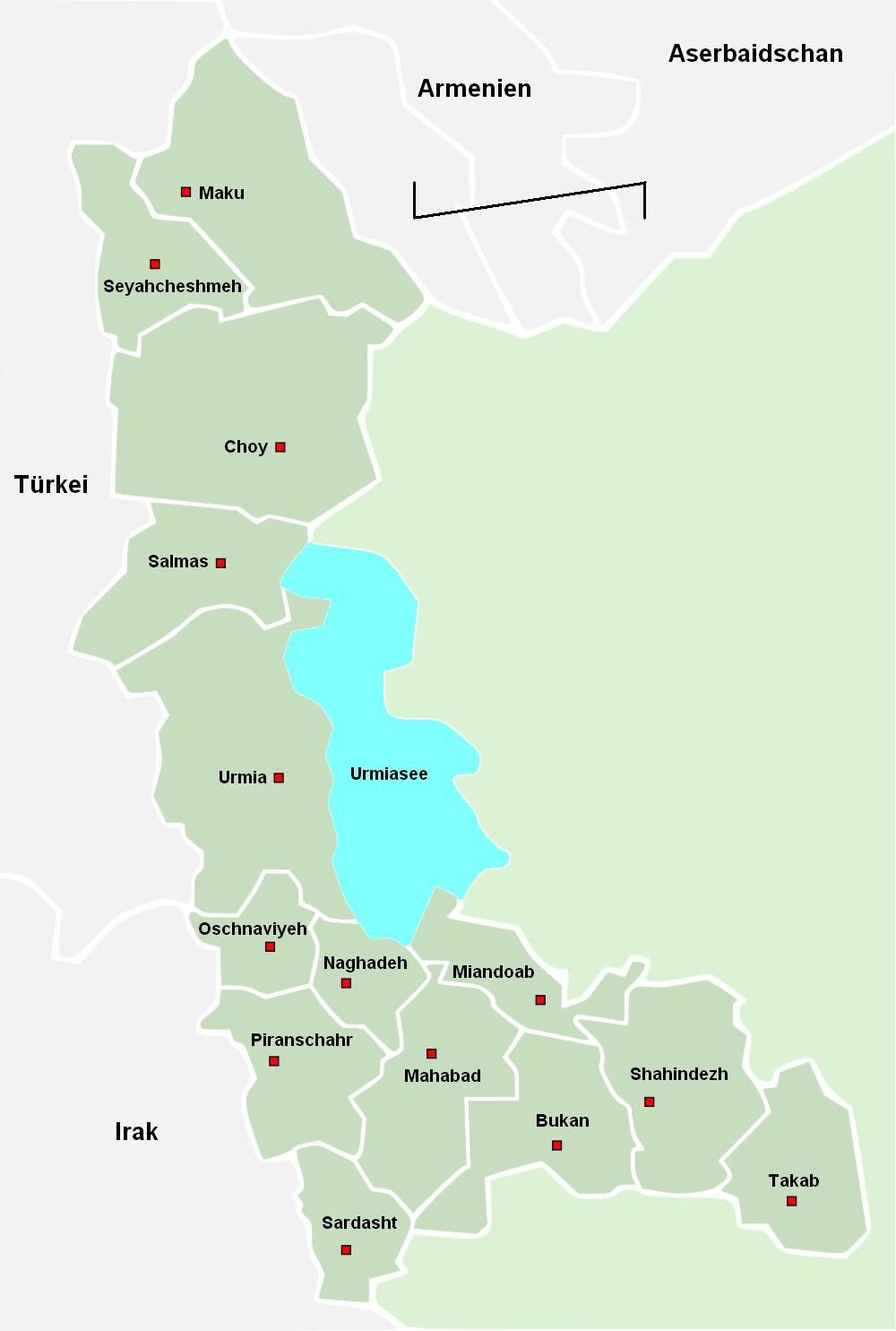
Comtat de Khoy dins la província de l'Azerbaidjan Occidental

Her (o Khoi) fou una ciutat propera a la costa nord-oest del llac Urmia, capital de la regió de Zaravand.
Durant la revolta anomenada revolta d'Ingilena, la regió estava sota el comandament de Nershapuh Remposian, nakharar també de Salmas i Zaravand. Els perses van passar a territori armeni per aquests districtes i els armenis dirigits per Vardanes Mamiconi els van sortir a l'encontre i la batalla decisiva es va lliurar al nord d'Her, a la vora del Artaz, prop de la vila d'Avarair (2 de juny de 451), essent una victòria completa dels perses.*
El 482 un exèrcit persa es va concentrar a Her (Khoi) i Zaravand, al nord-est del Llac Urmia, sota el comandament del gran visir (Hazarbadh) Suren Pahlav i del comandant de la guàrdia de corps (Putxtighbansalar) Adhur-Narsé, per combatre la rebel·lió armènia.
El 626 l'emperador Heracli va entrar a la província de Shirak i des allí a Armènia creuant l'Araxes i passant a la província de Kogovit i després a Her (Khoi) i Zaravand. Allí amenaçava Mèdia però en lloc d'atacar-la, va baixar directe cap a Ctesifont i Dastgard, les residencials reials perses.
Vers el 770 Gagik Arzeruni de Baspracània es va tancar a la fortalesa de Nekhan i es va dedicar a fer incursions a les províncies veïnes (Her-Zaravand i Zaharevan), però derrotat a Her va ser assetjat durant un any a Nekhan. Gagik fou capturat a traïció i va morir de les tortures, mentre els seus fills Hamazaspes i Isaac van ser fets presoners.
Poc després la regió ja apareix en mans dels àrabs. Un emir es va establir a la ciutat d'Her i grups d'àrabs es van assentar a tot el districte.
El 887 Grigor Derenik de Baspracània va iniciar una campanya contra els caps àrabs de Her (Khoi) i Zarehavan. L'emir d'Her es va sotmetre. Grigor va entrar en el territori musulmà i va arribar a una ciutat que es deia Pherotak o Perotak (uns 15 km a l'oest d'Her), on un emir de nom Abelbers li va parar una emboscada i Grigor va morir de cops de llança, quant tenia uns 40 anys.
L'emir sàjida Yússuf as-Sají fou presoner del califa del 919 al 921. Això va ser aprofitat per Baspracània per reprendre l'ofensiva conqueridora cap a Her, Zaravand i en direcció de Marand (sud-est de Nakhichevan i nord-est de l'Urmia) però els eunucs i caps militars turcs van romandre lleials a Yusuf i els atacs foren rebutjats. Fins i tot un contraatac va arribar fins al Mardastan, a la vora del llac Van. Atom de Mardastan i Grigor de Mokq van ajudar a Gagik de Baspracània en aquestes lluites que van tenir lloc vers 920-921.
Gagik de Baspracània va morir després del 937 i el va succeir el seu fill Derenik-Ashot. El general Abul Kharib Havhuni, lloctinent del seu pare, fou destituït i nomenat en lloc seu un tal Sargis, un nakharar. Abul Kharib es va ofendre i es va aliar amb els emirs musulmans de Her i Zarehavand. L'exèrcit del rei de Baspracània fou sorprès pels musulmans (amb la traïció d'Abul Kharib) i derrotat i el rei fou fet presoner i portat a Her. Al saber-se la traïció Abul Kharib fou excomunicat, i llavors va acceptar de fer el possible per alliberar el rei. L'emir de Her, Abul Hadji, va deixar llibertat de moviments al rei però sense poder sortir de l'emirat i Abul Kharib va aprofitar per alliberar-lo. El rei va poder tornar i Abul Kharib fou restablert al seu lloc.
El 988 l'emir d'Her fou assassinat quan travessava de viatge Baspracània, segons els historiadors armenis perquè havia segrestat dos infants cristians. El pare de l'emir assassinat va cridar a Abul Haidja de Tauris (al que va oferir cedir l'emirat) i el rawwàdida va tornar a Baspracània on ara regnava Gurguèn-Khatshik, però va morir durant la invasió. Li succeí el seu fill Mamlan ben Abul Haidja. L'emir rawwàdida Mamlan va estar al país d'Her en les seves expedicions a Armènia, car la seva residència principal era Tauris o Tavrez (Tabriz) no lluny de la costa nord-est del llac Urmia.
L'emperador Basili II va marxar el 1023 cap a l'Azerbaidjan travessant Armènia. El primer atacat fou l'emir d'Her però el setge de la capital es va produir a l'hivern, que aquell any va ser extremament fred i feia impossible les operacions, i Basili, després de rebre una submissió nominal de l'emir, va decidir retirar-se (1023). Her (Zaravand) i Zarehavan feien frontera amb el catepanat de Baspracània, l'antic regne de Baspracània, ara territori romà d'Orient.

### Edat mitjana i moderna
El 1021 fou romana d'Orient però a la segona meitat del segle xi s'hi van establir tribus turcmanes que van quedar sota autoritat del sultanat seljúcida. Entre 1208 i 1210 fou ocupada per Tamara de Geòrgia. Després del 1230 van venir els mongols (que van derivar en el kanat d'Il-kan) i després les dinasties que els van succeir fins al temps de Tamerlà, seguint els turcmans qara qoyunlu i aq qoyunlu. El 15 de juliol de 1478 (14 Rabi' II 883), a la batalla de Khoy, Sultan Khalil (Khalil Mirza) va morir i les seves forces foren dispersades pels generals Bayandur Beg i Sulayman Beg, caps de les forces del seu germà Yakub que va agafar la direcció dels aq koqyunlu.
Sota els safàvides (1502) fou de gran importància estratègica per la proximitat a la frontera amb els otomans. El 1514 el sultà Selim I va obtenir una victòria decisiva a la plana de Çaldiran a uns 110 km al nord-est, sobre el xa Ismail I i la ciutat va passar als turcs retornant a Pèrsia el 1620. A la mort del sobirà de Pèrsia Nadir Shah el 1747, Khoy es va fer independent sota el kan local i formà el kanat de Khoy (1747-1813) que fou el més influent de la zona i que va dominar altres kanats directament o com a tributaris amb el domini d'una zona al nord del llac Urmia entre Tabriz i el llac Van. Durant les guerres amb Rússia, el 1813, Khoy fou recuperada pels perses. Sota els qadjars la seva importància fou per la proximitat a la frontera russa i fou atacada i breument ocupada pels russos el 1827.
A l'inici del segle xix el general Gardane va construir unes muralles a petició del xa Fath Ali Shah, avui en ruïnes.
El 1911 la ciutat fou atacada pels otomans i durant la I Guerra Mundial fou ocupada pels russos que es van retirar el 1917. Al final de la guerra, el 1918, van tornar els otomans efímerament. Durant la II Guerra Mundial fou ocupada per les tropes soviètiques que no es van retirar fins al 1946.